# 中土世界的歷史
《中土世界的歷史》（The History of Middle-earth）是在1983年至1996年出版的十二部書籍，搜集和分析所跟托爾金小說有關的資料，全書都是由托爾金的兒子克里斯托夫·托爾金所編輯。有些內容還包含了托爾金作品的一些早期版本，以及一些新的題材。《中土世界的歷史》一書的內容非常詳細，從一小段文字可演出多個被重寫的段落，克里斯托夫·托爾金公開了父親創作中土大陸的歷程。不過，仍然有大量未公開的文本收藏在博德利圖書館和馬凯特大學的圖書館，有一些則被個人收蔵。
《中土世界的歷史》的首五部記載了《精靈寶鑽》的早期歷史及相關的文獻，第六至第九部討論了《魔戒》，而第九部也記載了努曼諾爾的一些故事，第十、十一部討論《精靈寶鑽》的題材，包括貝爾蘭編年史及阿門洲編年史。第十二部則討論《魔戒》的附錄及托爾金的一些後期著作。
1. 《失落的傳說1》（1983年，The Book of Lost Tales 1）
2. 《失落的傳說2》（1984年，The Book of Lost Tales 2）
3. 《貝爾蘭的歌謠》（1985年，The Lays of Beleriand）
4. 《中土的形成》（1986年，The Shaping of Middle-earth）
5. 《失落的路》（1987年，The Lost Road and Other Writings）
6. 《陰影歸來》（1988年，The Return of the Shadow）
7. 《艾辛格的叛變》（1989年，The Treason of Isengard）
8. 《魔戒聖戰》（1990年，The War of the Ring）
9. 《索倫的敗亡》（1992年，Sauron Defeated）
10. 《魔苟斯的戒指》（1993年，Morgoth's Ring）
11. 《寶石之戰》（1994年，The War of the Jewels）
12. 《中土世界的民族》（1996年，The Peoples of Middle-earth）

《中土世界的歷史》的索引則在全書完成出版後的六年現世，《中土世界的歷史：索引》（2002年）。

## 外部連結
- 《中土世界的歷史》的介紹
- 《中土世界的歷史》及《未完成的故事》的內容目錄（页面存档备份，存于）